# Tagelmust

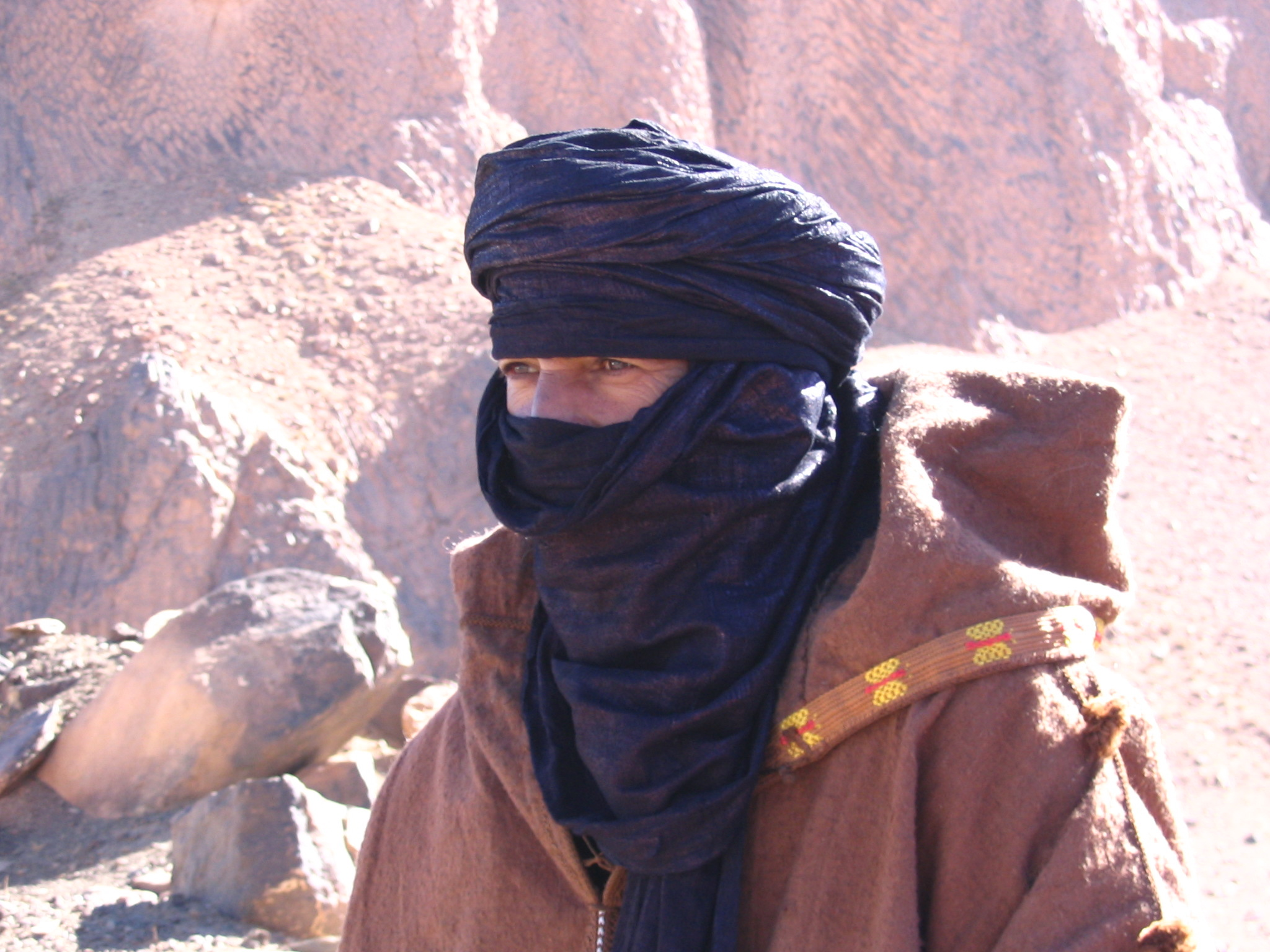
Un Tuareg velato con la tagelmust

La tagelmust (in francese chèche o, con grafia alternativa, taguelmoust; al plurale, tigelmas) è una lunga fascia di cotone, lunga di solito tra i 3 e i 5 metri, ma che può arrivare anche a 12 metri, tinta di indaco ed avvolta sul capo e sul viso dei Tuareg in modo da formare al contempo un turbante ed un velo che copre il volto lasciando libera solo una fessura per gli occhi.
È il copricapo tradizionale degli uomini presso i Tuareg, ma all'occasione può essere indossato anche da altre popolazioni. In tempi recenti si è preso ad usare anche tigelmas di diversi colori, ma quelle tinte di indaco vengono riservate per le grandi occasioni.
La tagelmust è un indumento molto adatto al clima della regione (vale a dire il Sahara), poiché da una parte ripara la testa dal sole e dall'altra impedisce di respirare sabbia portata dal vento. Molti di coloro che indossano la tagelmust ritengono che l'indaco, oltre ad essere esteticamente bello, sia dotato di virtù salutari, e di norma si considera che l'indaco lasciato sulla pelle di chi lo indossa sia un'ottima cosa. Dal momento che, per la scarsità d'acqua, la tagelmust viene spesso tinta immergendola nell'indaco in polvere anziché secondo i metodi consueti, spesso la tinta finisce per aderire in modo permanente alla pelle del portatore di tagelmust. È da qui, sembra, che deriva la denominazione "uomini blu" per riferirsi ai Tuareg.
I Tuareg vengono anche denominati Kel Tagelmust "il popolo del velo", "i velati", e questa usanza deve essere piuttosto antica dal momento che già gli storici arabi del medioevo definivano alcuni gruppi di Berberi nomadi Mulaththamūn, cioè "velati" (o "inturbantati"), muniti di lithām, il nome arabo della tagelmust.
La tagelmust è un indumento tipico dei maschi adulti, e questo costituisce un aspetto che incuriosisce non solo i turisti ma anche gli antropologi, dal momento che invece le donne in questa società sono solite tenere il viso scoperto, con una situazione che è "invertita" rispetto all'uso di tante società islamiche in cui è alle donne che spetta il velo sul volto. Gli uomini indossano sempre la tagelmust in presenza di estranei, e possono toglierla solo quando sono con i famigliari stretti. Presso i Tuareg viene considerato vergognoso mostrare la bocca e il naso, che devono sempre restare coperti. Anche durante i pasti, in presenza di estranei, la tagelmust non viene levata e chi l'indossa introdurrà il cibo in bocca passandolo sotto il lembo inferiore della tagelmust (amawal wan ares; il lembo superiore è amawal wan efella).
La tagelmust è associata anche ad altri significati sociali, con particolare riguardo per il modo di avvolgerla e piegarla, che è diverso a seconda del clan o della regione di origine, e per il grado più o meno scuro della tinta, che dimostra la ricchezza di chi l'ha acquistata.